# Alexander Zinn (Historiker)
Alexander Zinn (* 1968 in Berlin) ist ein deutscher Soziologe und Historiker, der insbesondere zu sozialhistorischen Fragen von Diskriminierung und Verfolgung aufgrund der sexuellen Orientierung forscht.

## Leben
Alexander Zinn studierte an der Freien Universität Berlin Soziologie, Psychologie, Publizistik und Ethnologie. Schwerpunkt der Studien waren geschichtswissenschaftliche Fragestellungen, so etwa die Entwicklung der Soziologie im Dritten Reich. Im Jahr 1995 schloss er das Studium bei Hans Joas mit einer Diplomarbeit über die „Soziale Konstruktion des homosexuellen Nationalsozialisten“ ab, die sich mit dem Homosexuellenbild in der Propaganda der antifaschistischen Exilpresse auseinandersetzte. Zinn promovierte im Jahr 2018 am Max-Weber-Kolleg der Universität Erfurt im Fach Geschichte zum Dr. phil. Betreut von Dieter Gosewinkel vom Wissenschaftszentrum Berlin für Sozialforschung und Rüdiger Lautmann von der Universität Bremen entstand die Dissertationsschrift Aus dem Volkskörper entfernt? Homosexuelle Männer im Nationalsozialismus.
Zinn war als Journalist und Pressesprecher sowie als Wissenschaftler tätig. „Als freier Journalist arbeitete er für verschiedene Medien, unter anderem für Deutschlandradio und Berliner Zeitung. Für Egmont Ehapa Media, RTL New Media, den Lesben- und Schwulenverband und die Edition Salzgeber war er in verschiedenen Funktionen in der Presse- und Öffentlichkeitsarbeit tätig.“
Von 2018 bis 2020 erstellte er für das Hannah-Arendt-Institut für Totalitarismusforschung, von 2021 bis 2023 für das Fritz Bauer Institut regionalgeschichtliche Studien. Schwerpunkt seiner wissenschaftlichen Arbeit sind sozialhistorische Fragen von Diskriminierung und Verfolgung aufgrund der sexuellen Orientierung sowie Alltag und Stigma-Management Homosexueller im 20. Jahrhundert. Ein besonderer Fokus ist die Homosexuellenverfolgung während der NS-Zeit und in der DDR. Zinn ist Autor diverser Publikationen zum Dritten Reich und zu den Ursachen und der Prävention von Homosexuellenfeindlichkeit. 2011 veröffentlichte er unter dem Titel „Das Glück kam immer zu mir“ eine Biografie des Buchenwald-Überlebenden Rudolf Brazda, die eine breite publizistische Resonanz hatte.
In einem in der Zeitschrift für Geschichtswissenschaft publizierten Aufsatz wendet sich Zinn gegen eine Reduzierung komplexer historischer Vorgänge auf eine banale Täter-Opfer-Dichotomie. Stigmatisierung und Stigma-Management begreift er als vielschichtige, aufeinander bezogene sozialpsychologische Prozesse, die mit Täter-Opfer-Kategorien nicht ausreichend zu beschreiben seien. An der bisherigen Forschung zur Homosexuellenverfolgung kritisiert er eine zu starke Fokussierung auf Opferbiografien, die dazu tendiere, den historischen Kontext ebenso auszublenden wie „unerwünschte“ biografische Aspekte. Dass Homosexuelle oft sehr eigenwillige Akteure waren, die ihre Biografien trotz widriger Umstände mehr oder weniger „erfolgreich“ gestalteten, gerate dabei leicht aus dem Blick.
In einem Artikel für die Berliner Zeitung und einem Streitgespräch mit Lutz van Dijk kritisierte er die Fokussierung lesbischer und schwuler Gedenkkultur auf das Opfernarrativ. Diese Fokussierung begünstige es, dass historische Fakten im Dienste gegenwärtiger politischer Interessen verbogen würden, so zum Beispiel bei der Entscheidung, in der KZ-Gedenkstätte Ravensbrück ein Denkmal für lesbische Frauen zu errichten. Die Fokussierung auf das Opfernarrativ lasse auch die einst bürgerrechtlich orientierten LGBTI-Verbände zunehmend in „ein linksidentitäres Fahrwasser“ abgleiten, so Zinn in der Frankfurter Allgemeinen Zeitung.
Von 2008 bis 2023 war Zinn Mitglied im Internationalen Beirat der Stiftung Brandenburgische Gedenkstätten. Mit Rüdiger Lautmann und Ralf Dose gründete er die Initiative Holbein-Stiftung, die das Vermächtnis des Rechtsanwaltes Hans Holbein realisieren möchte. Darüber hinaus betreibt er die Website rosa winkel, die über die nationalsozialistische Homosexuellenverfolgung informiert.
Alexander Zinn ist ein Sohn der Schriftstellerin Dorit Zinn, die sein Coming-out in dem literarischen Sachbuch Mein Sohn liebt Männer verarbeitet hat.

## Werke
Monografien
- Die soziale Konstruktion des homosexuellen Nationalsozialisten. Zu Genese und Etablierung eines Stereotyps, Frankfurt/New York 1997, ISBN 3-631-30776-4.
- „Das Glück kam immer zu mir“. Rudolf Brazda – Das Überleben eines Homosexuellen im Dritten Reich, Frankfurt/New York 2011, ISBN 978-3-593-39435-0.
- „Aus dem Volkskörper entfernt“? Homosexuelle Männer im Nationalsozialismus, Frankfurt/New York 2018, ISBN 978-3-593-50863-4.
- Von „Staatsfeinden“ zu „Überbleibseln der kapitalistischen Ordnung“. Homosexuelle in Sachsen 1933–1968 (= Berichte und Studien Nr. 86). V & R unipress, Göttingen 2021, ISBN 978-3-8471-1322-5.
- Rózowy trójkat. Los homoseksualisty w Trzeciej Rzeszy, Warschau 2022, EAN 9788311160897.
- Schwule Nazis. Zur Genese und Etablierung eines Stereotyps. Campus, Frankfurt/New York 2024, ISBN 978-3-593-51942-5.
- Maintöchter. Schwule, Lesben, Trans- und Intersexuelle in Frankfurt am Main 1933–1994, Göttingen 2025, ISBN 978-3-8353-5719-8.

Herausgeberschaften
- Homosexuelle in Deutschland 1933–1969. Beiträge zu Alltag, Stigmatisierung und Verfolgung, Berichte und Studien des Hannah-Arendt-Instituts, Band 84, Göttingen 2020.

Aufsätze in Zeitschriften 
- Gehaßt oder instrumentalisiert? Soziologie im Dritten Reich aus der Perspektive des Reichsministeriums für Wissenschaft. In: Zeitschrift für Soziologie, 21 (1992) 5, S. 347–365.
- Abschied von der Opferperspektive. Plädoyer für einen Paradigmenwechsel in der schwulen und lesbischen Geschichtsschreibung. In: Zeitschrift für Geschichtswissenschaft, 67 (2019) 11, S. 934–955.
- „Das sind Staatsfeinde“. Die NS-Homosexuellenverfolgung 1933–1945. In: Einsicht 2020. Bulletin des Fritz Bauer Institutes, 12 (2020), S. 6–13.
- Der Hang zu Opfererzählungen. Über Dramatisierung und selektive Wahrnehmung in Geschichtsschreibung und Erinnerungskultur zu Homosexuellen während der NS-Zeit. In: Revue d'Allemagne et des Pays de langue allemande, 53 (2021) 2, S. 331–346.
- Gefühlte Wahrheiten. Wie LGBTI-Aktivismus die Wissenschaftsfreiheit bedroht. In: Sandra Kostner (Hg.): Wissenschaftsfreiheit. Warum dieses Grundrecht zunehmend umstritten ist, Zeitschrift für Politik, Sonderband 10, Baden-Baden 2022, S. 165–181.
- „Miteinander verwachsen wie ein Liebespaar“. Homosexuelle auf dem Land in den 1930er Jahren. In: Zeitschrift für Agrargeschichte und Agrarsoziologie. Minderheiten in ländlichen Gesellschaften, 71 (2023) 1, S. 37–54.

Aufsätze in Sammelbänden (Auswahl)
- „Die Bewegung der Homosexuellen“. In: Detlef Grumbach, Die Linke und das Laster, MännerschwarmSkript, Hamburg 1995, S. 38–84.
- Das Dritte Reich der Homosexuellen. In: Elmar Kraushaar (Hrsg.), Hundert Jahre schwul. Eine Revue, Rowohlt Berlin, Berlin 1997, S. 22–45.
- Clash of Cultures? Über das Verhältnis türkisch- und arabischstämmiger Jugendlicher zu Homosexualität und Homosexuellen. In: LSVD Berlin-Brandenburg e. V. (Hrsg.), Muslime unter dem Regenbogen. Homosexualität, Migration und Islam, Querverlag, Berlin 2004, S. 226–259.
- Szenarien der Homophobie. Apologeten und Vollstrecker. In: Wilhelm Heitmeyer (Hrsg.), Deutsche Zustände. Folge 3, Suhrkamp, Frankfurt a. M. 2005, S. 207–219.
- Lesben und Schwule – auf unterschiedliche Weise Opfer von Übergriffen (zus. mit Stefanie Soine). In: Wilhelm Heitmeyer/Monika Schröttle (Hrsg.), Gewalt – Beschreibungen, Analysen, Prävention, Bundeszentrale für politische Bildung, Bonn 2006, S. 344–364.
- Homophobie und männliche Homosexualität in Konzentrationslagern. Zur Situation der Männer mit dem Rosa Winkel. In: Insa Eschebach (Hrsg.), Homophobie und Devianz. Weibliche und männliche Homosexualität im Nationalsozialismus, Metropol, Berlin 2012, S. 79–96.
- SA, Homosexualität und Faschismus. Zur Genese des Stereotyps vom schwulen Nazi. In: Yves Müller/Reiner Zilkenat (Hrsg.), Bürgerkriegsarmee. Forschungen zur nationalsozialistischen Sturmabteilung (SA), Peter Lang, Frankfurt/New York 2013, S. 393–413.
- Wider die ‚Überidentifikation‘ mit den Opfern. Streitschrift für einen Paradigmenwechsel in der schwulen und lesbischen Geschichtsschreibung. In: Invertito. Jahrbuch für die Geschichte der Homosexualitäten, 21. Jahrgang, Hamburg 2019, S. 124–161.
- „Das sind Staatsfeinde“. Homosexuellenverfolgung unter dem NS-Regime. In: Georg Teichert (Hrsg.): L(i)eben im Verborgenen. Homosexualität zwischen Stonewall und der Ehe für alle. Leipzig, 2019, S. 37–56.
- Von Blüher zu Butler. Über die zerstörerische Wirkung queerer Identitätspolitik. In: Jan Feddersen/Marion Hulverscheidt/Rainer Nicolaysen (Hg.): Jahrbuch Sexualitäten, Göttingen 2022, S. 17–29.
- Homosexuellenverfolgung im Nationalsozialismus. Ideologische Grundlagen und Verfolgungspraxis im Reich und in den besetzten Gebieten. In: Triduum Historicum, Wroclaw 2022, S. 62–74.
- Die Ära Heinrich Mock 1933 bis 1937. In: Lindenau-Museum Altenburg 1848–2023, Dresden 2023, S. 210–219.
- Homosexuelle in der NS-Zeit. Neuere Forschungsergebnisse und Streitfragen. In: Klaus van Eickels/Christine van Eickels/Joachim Kügler u. a. (Hg.): Sodomiter, Päderasten, Homosexuelle. Mann-männliches Begehren und homosexuelles Handeln von der Antike bis zur Ehe für alle. Bamberg 2024, S. 253–280.